# Лазарус Каїмбі
Лазарус Кумбе Каїмбі (англ. Lazarus Kumbe Kaimbi; нар. 12 серпня 1988, Віндгук, Південно-Західна Африка) — намібійський футболіст, нападник малазійського клубу «Паганг».

## Клубна кар'єра
Лазарус розпочав свою кар'єру в 2006 році в клубі «Рамблерс», через півроку перейшов у південноафриканський «Джомо Космос». У складі клубу з Йоганнесбурга намібієць провів 5 сезонів, за які його команда двічі покинула Прем'єр Лігу ПАР (у сезонах 2007/08 і 2009/10) і двічі поверталася, вигравши Першу лігу (в сезонах 2008/09 і 2010/11).
Влітку 2011 року нападник був відданий в оренду в клуб «Осотспа Сарабурі», який виступає в чемпіонаті Таїланду. Наступного року керівництво тайської команди ухвалило рішення викупити трансфер Лазаруса. У літнє трансферне вікно 2013 року Каїмбі перейшов у «Бангкок Глесс». У складі столичного клубу в 2014 намібієць став володарем кубка Таїланду. У фінальному матчі нападник відзначився забитим м'ячем, який став переможним для його команди. Потім виступав за «Чіанграй Юнайтед» та «Супханбурі». 
У червні 2018 року Каїмбі підписав контракт з представником малазійської Суперліги «Келантан», у футболці якого дебютував 5 червня в поєдинку проти «Кедаху». З 2019 року захищає кольори іншого малазійського клубу — «Паханг».

## Кар'єра в збірній
Каїмбі виступав за збірну Намібії з 2008 року. Нападник був включений в заявку на Кубок африканських націй 2008 року в Гані. На турнірі Лазарус зіграв у всіх трьох матчах своєї збірної. Нападник брав участь у відбіркових матчах до чемпіонатів світу 2010 і 2014 років.

### Голи за збірну
Рахунок та результат збірної Намібії знаходиться на першому місці.
| #  | Дата              | Місце                                  | Суперник          | Рахунок | Результат | Змагання                |
| -- | ----------------- | -------------------------------------- | ----------------- | ------- | --------- | ----------------------- |
| 1. | 20 липня 2008     | Ліліан Нгої Стедіум, Секунда, ПАР      | Коморські Острови | 1–0     | 3–0       | квал. Кубку КОСАФА 2008 |
| 2. | 24 липня 2008     | Ліліан Нгої Стедіум, Секунда, ПАР      | Малаві            | 1–0     | 1–0       | квал. Кубку КОСАФА 2008 |
| 3. | 11 листопада 2011 | Хассан Гулед Стедіум, Джибуті, Джибуті | Джибуті           | 2–0     | 4–0       | квад. ЧС 2014           |
| 4. | 15 листопада 2011 | Сем Нуджома Стедіум, Віндгук, Намібія  | Джибуті           | 2–0     | 4–0       | квад. ЧС 2014           |
| 5. | 15 листопада 2011 | Сем Нуджома Стедіум, Віндгук, Намібія  | Джибуті           | 3–0     | 4–0       | квад. ЧС 2014           |

## Досягнення
«Бангкок Глесс»
- Кубок Таїланду
  -  Володар (1): 2014
  -  Фіналіст (1): 2013